# 李文铸
李文铸（1924年—2011年8月26日），男，湖南湘潭人，中国理论物理学家，曾任浙江大学副校长、教授、博士生导师，中国物理学会理事。